# Ordre du Mérite militaire (Bulgarie)
L'Ordre du Mérite militaire de Bulgarie  (en bulgare :Орденът "За военна заслуга") est une décoration militaire attribuée par le Royaume de Bulgarie puis par la République de Bulgarie.

## Création
L'ordre fut établi par décret de la Knyaz, le 18 mai 1900, il devait récompenser les militaires ayant eu une carrière exemplaire ou pour acte de bravoure. Il était constitué de six degrés; en 1933 fut ajouté le niveau de Grand croix.

## Insigne
La Croix de style pisan est émaillée de rouge. Deux épées se croisent en arrière avec les pointes vers le haut. L'avers a en son centre le nomogramme du fondateur Ferdinand Ier de Bulgarie entouré de vert et des lettres ЗА ВОЕННА ЗАСЛУГА (pour mérite militaire).
Ruban : jaune avec deux liserés rouge et blanc à chaque bord, les couleurs des Saxe Cobourg Gotha. Il est porté en triangle sur le côté gauche de la poitrine pour les quatrième, cinquième et sixième degrés
Après le 9 septembre 1944 le ruban reprit les couleurs du mérite civil et le monogramme de Ferdinand fut remplacé par le drapeau national. L'ordre fut aboli en 1950 puis rétabli en deux degrés en 2004.

## Degrés lors du royaume de Bulgarie
- I grand croix le ruban se porte sur l'épaule droite et partant en travers jusqu'à la hanche gauche. Une étoile de 63 mm sur le côté droit de la poitrine.
- II grand officier, décerné aux généraux, Une étoile de 63 mm autour du cou.

- III commandeur, décerné aux commandants d'unités, colonels et lieutenant colonels, étoile de 54 mm portée autour du cou.
- IV officier, décerné aux commandants ou capitaines, une croix entre 48 et 51 mm sur la poitrine avec un ruban en triangle.
- V chevalier, décerné jusqu'au rang de capitaine, Opaltchentsi, volontaires pendant la Guerre serbo-bulgare, la Guerre des Balkans et d'autres et avec une croix entre 48 et 51 mm sur la poitrine avec un ruban en triangle.
- VI croix d'argent, décerné aux sergents, Opaltchentsi, aux volontaires pendant la Guerre serbo-bulgare, la Guerre des Balkans entre autres et avec une croix de 46 mm sur la poitrine avec un ruban en triangle.

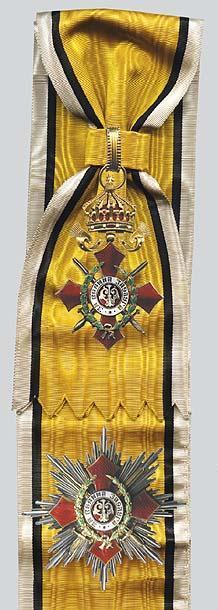
Ordre du mérite militaire, I grade.
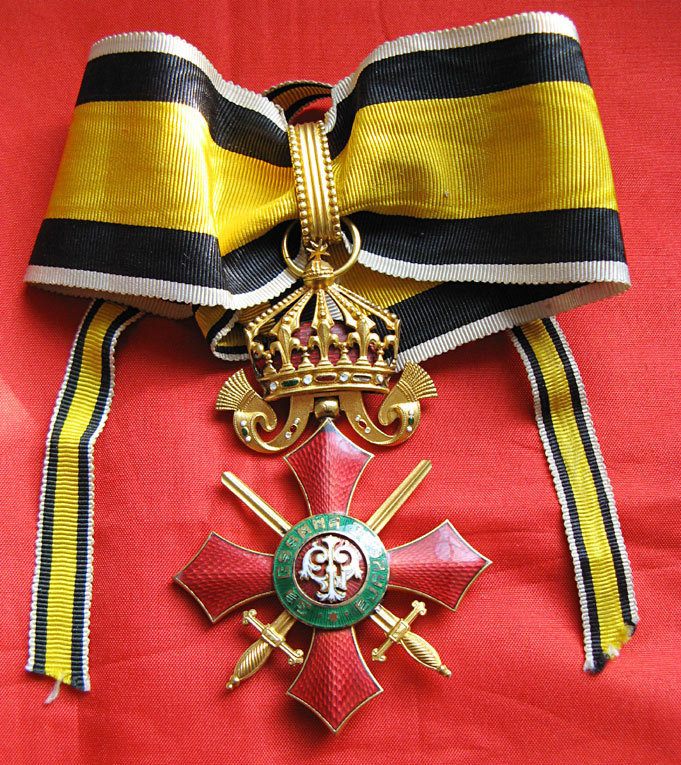
Ordre du mérite militaire, III grade.

## République de Bulgarie
L'ordre du mérite militaire fut rétabli le 13 juin 2004 et est décerné par le président de la République de Bulgarie.

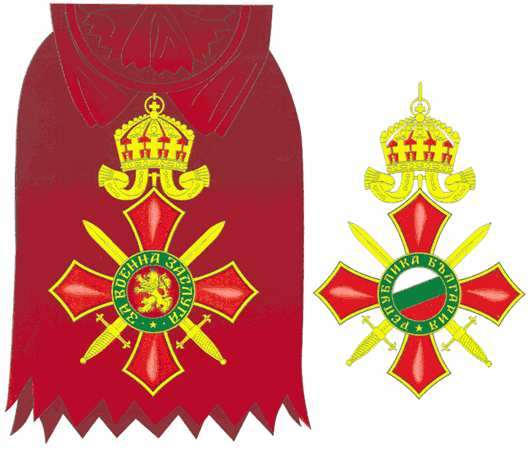
Ordre du mérite militaire, I grade (avers et revers)
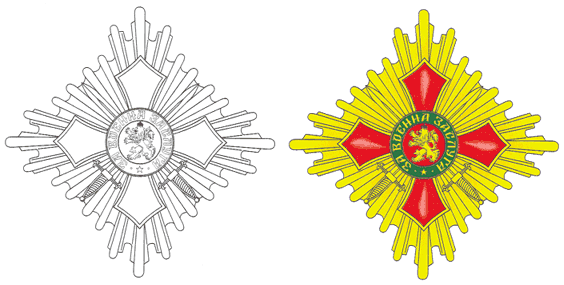
Étoile de l'ordre du mérite militaire, I grade (avers)
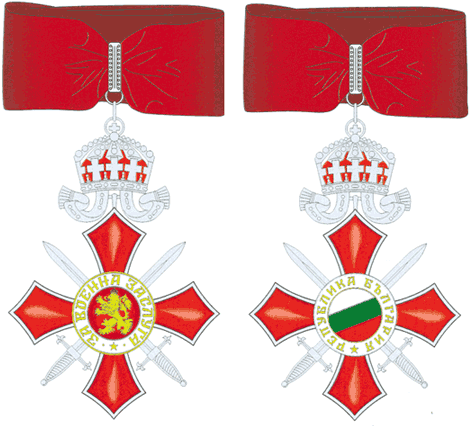
Ordre du mérite militaire, III grade (avers et revers
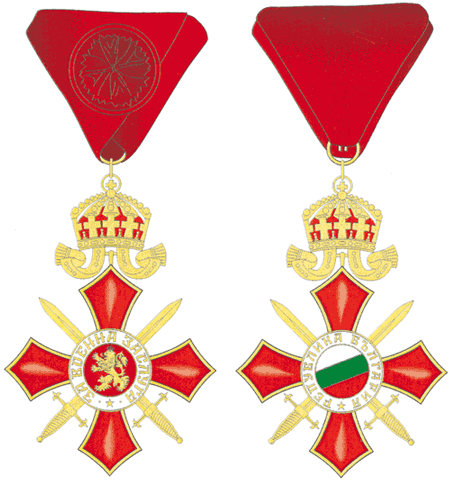
Ordre du mérite militaire,IV grade (avers et revers)